# Адмирал флота (ГДР)
Адмирал флота (нем. Flottenadmiral) — высшее военно-морское звание в Фольксмарине ННА ГДР. Соответствует званию «Генерал армии» в Сухопутных войсках, ВВС и Пограничных войсках ННА ГДР.
Следовало за званием «Адмирал» и являлось высшим военно-морским званием для военнослужащих Фольксмарине.

## История
Звание было учреждено указом Государственного совета ГДР от 25 марта 1982 года вместе со званием «Маршал ГДР». В ноябре 1989 года, министр национальной обороны ГДР, адмирал Теодор Хофман упразднил данное звание вместе со званием «Маршал ГДР». За весь период существования данного звания оно никому не было присвоено.

## Положение о звании
Звание Адмирала флота могло быть присвоено только Адмиралу при его назначении на должность Министра Национальной обороны ГДР. Присвоение звания осуществлялось Государственным советом ГДР.

## Знаки различия
Знаки различия выглядят следующим образом: погон длиной 118 мм и шириной 48 мм, состоящий из переплетённых золотого и серебряного шнуров, наложенных на ткань цвета берлинской лазури, на которые были помещены четыре пятиконечные серебряные звёзды. Также существовал нарукавный знак различия данного звания. Он состоял из вертикально расположенной нашивки для крепления на рукаве из ткани того же цвета, что и погон. На эту нашивку были вертикально наложены четыре маленькие длиной 14 мм и одна большая длиной 50 мм золотые полосы. Выше полос располагалась звезда, центр которой представлял собой центральный элемент Герба ГДР.

## Галерея
- Погон
- Второй вариант погона
- Нарукавные знаки различия
- Второй вариант нарукавных знаков различия
- Штандарт
- Петлицы[3]
- Лампасы